# El corb (Star Trek: Voyager)
"El corb" (títol original en anglès "The Raven") és el sisè episodi de la quarta temporada, i el 74è del total de la sèrie de televisió de ciència-ficció estatunidenca Star Trek: Voyager. El guió fou escrit per Bryan Fuller i Harry 'Doc' Kloor, i fou dirigit per LeVar Burton. Fou emès a la televisió el 8 d'octubre de 1997 a la cadena UPN.
Ambientada al segle XXIV, la sèrie segueix les aventures de la tripulació de la Flota Estel·lar i els Maquis de la nau estel·lar USS Voyager després de quedar encallats al Quadrant Delta a desenes de milers d’anys llum de distància de la resta de la Federació. Al final de la tercera temporada, la tripulació de la Voyager entra en conflicte amb els Borg, una força alienígena que captura membres d'altres espècies i els "assimila" a la seva ment col·lectiva cibernètica. Aquest episodi se centra en el nou personatge de la quarta temporada, Set de Nou, un antic dron Borg alliberat del col·lectiu per la tripulació de la Voyager, i presenta la seva història com una noia humana anomenada Annika Hansen; una jove Annika és interpretada en salts enrere per Erica Bryan.

## Argument
Set de Nou, recentment alliberada del col·lectiu Borg, està començant el procés d'aprendre a ser humana de nou. Comença a tenir al·lucinacions que impliquen els Borg i un gran ocell negre. El Doctor li diagnostica un trastorn per estrès posttraumàtic. Decideix ajudar-la a seguir endavant iniciant-li una dieta d'aliments reals; ara que s'ha alliberat dels seus implants Borg, necessitarà ingerir nutrients. Neelix, el xef de la nau, li prepara un primer àpat per començar i l'entrena en els conceptes bàsics de mastegar i empassar. De sobte, té una altra visió i un implant Borg li creix de la pell. Salta i amenaça d'assimilar Neelix.
La capitana Janeway està negociant un passatge a través de l'espai governat pels B'omar. El seu deure es fa més difícil quan Set roba una llançadora i deixa la "Voyager", entrant sense permís a l'espai B'omar. Els membres de la tripulació Tuvok i Tom Paris creuen d'amagat les línies de seguretat dels B'omar en una llançadora per intentar recuperar Set. Tuvok es transporta fins a la seva llançadora, però Set aconsegueix sotmetre'l. Explica que està seguint una balisa de referència Borg fins a una lluna propera, tot i que Tuvok li diu que no hi ha naus Borg enlloc a la rodalia.
A bord de la «Voyager», Janeway intenta esbrinar què va fer que Set marxés. Llegint els registres de Set, troba una referència a les seves al·lucinacions d'un corb. Ordena a la «Voyager» que busqui qualsevol nau de la Federació que no siguin les seves llançadores i que es dirigeixi cap a l'espai B'omar.
A la superfície de la lluna, Set i Tuvok no troben cap Borg, només les restes d'una antiga nau de la Federació. Mostra signes d'invasió Borg i assimilació parcial. Set sent que la nau li és familiar: aquesta és la nau dels seus pares, la «Raven». Ella i els seus pares van ser assimilats pels Borg en aquest mateix lloc. Els B'omar ataquen, però Set i Tuvok aconsegueixen escapar de la «Raven» i són teletransportats a la «Voyager», que fuig de l'espai B'omar.
Més tard, Janeway esmenta l'existència de registres sobre els pares de Set, i Set decideix que algun dia els llegirà.

## Actors convidats
- Richard J. Zobel Jr. - Gauman
- Mickey Cottrell - Dumah
- David Anthony Marshall - Magnus Hansen
- Nikki Tyler - Erin Hansen
- Erica Lynne Bryan - Annika Hansen

## Comentaris del repartiment

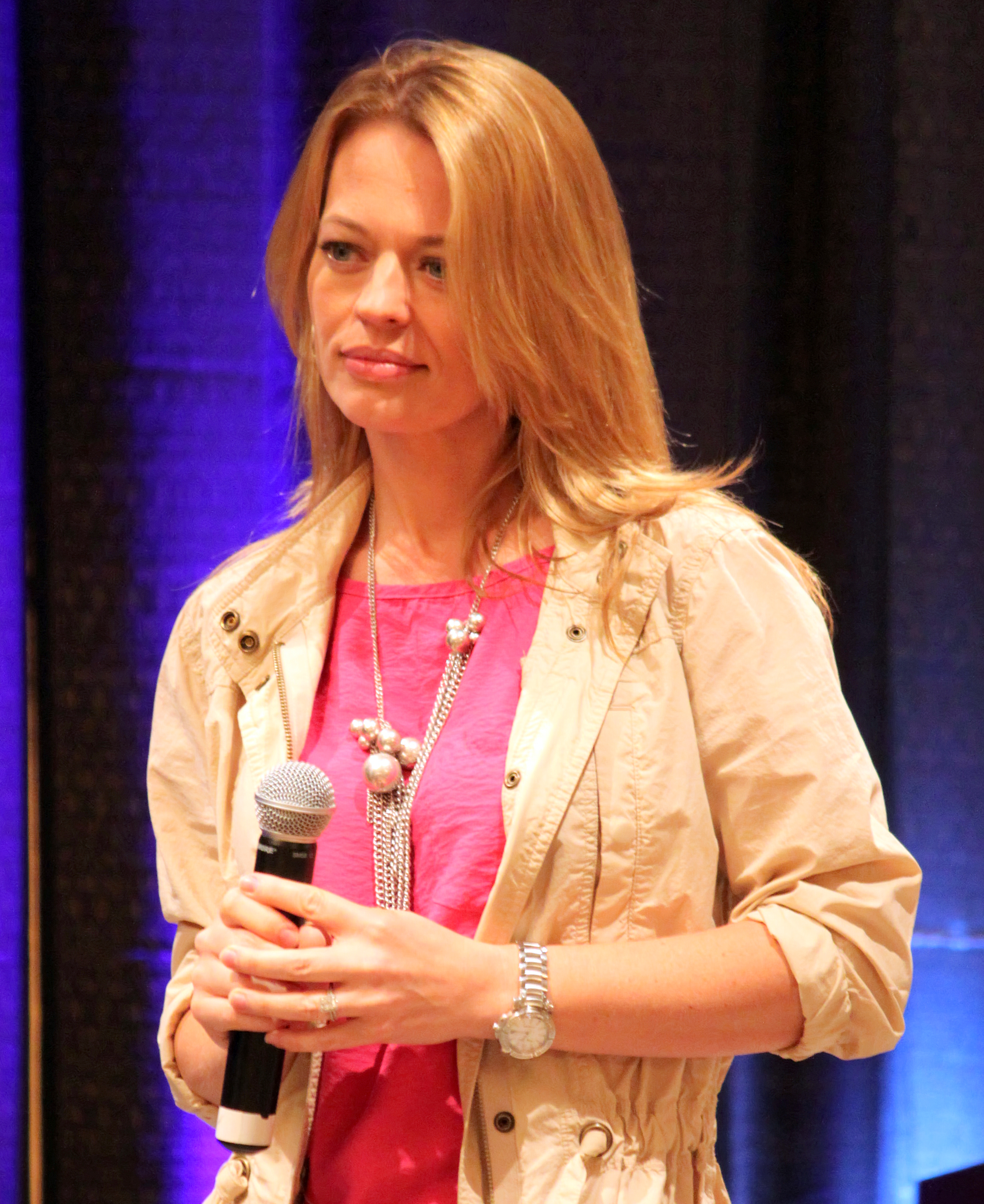
Jeri Ryan, apareixent a la convenció Star Trek de Creation el 2010; va dir que "El corb" era un dels seus episodis preferits de la sèrie

L'actriu Jeri Ryan, que interpreta Set de Nou, va dir que "El corb" era un dels seus episodis preferits juntament amb "Reacció", "Caçadors", "Presa", i el episodi en dues parts "El joc de matar".

## Recepció
Ian Grey de RogertEbert.com va destacar aquest episodi el 2013 al seu article sobre Star Trek: Voyager, comentant que "El corb" oferia una "interacció rica en metàfores amb la violència i la memòria infantil". Assenyalen la història de Set de Nou com un exemple de supervivència a l'abús infantil, que suggereixen que pot ser una "inspiració" per al públic que va patir un trauma infantil.
El 2014, io9 va qualificar "El corb" com el 75è millor episodi de Star Trek, i va declarar que era un dels millors episodis sobre el personatge Set de Nou que es recuperava de la seva assimilació Borg. La nau espacial fictícia «Raven» de l'episodi és una nau de la Federació de la dècada del 2350 a la franquícia «Star Trek», i el seu disseny s'ha fet en miniatura.
El 2016, SyFy Wire va classificar aquest com l'onzè millor episodi dels 22 episodis que Bryan Fuller va escriure per a Star Trek, comentant que "Aquest examen dels orígens de Set i el seu trauma és una mica lent, però el que li falta en el ritme ho compensa amb escreix en la construcció del personatge" amb grans actuacions del repartiment, especialment de Ryan.
El 2020, Bustle va recomanar "El corb" com un dels set episodis per veure com a fons per a Star Trek: Picard Van dir que aquest era un bon fons per al personatge Set de Nou, que va ser capturat pels extraterrestres Borg; l'episodi mostra part de la seva vida familiar abans de l'assimilació a bord de la nau espacial Raven.
El 2020, Gizmodo va llistar aquest episodi com un dels episodis "imprescindibles" de la quarta temporada de la sèrie.
El 2022, SyFy Wire va incloure "El corb" com un dels 12 episodis "essencials" de Set de Nou de la franquícia.

## Llançaments
Aquest episodi es va publicar en VHS, juntament amb "Reacció".
El 2017, la sèrie de televisió completa Star Trek: Voyager es va publicar en una caixa recopilatòria de DVD amb característiques especials.